# Il Tempo Gigante

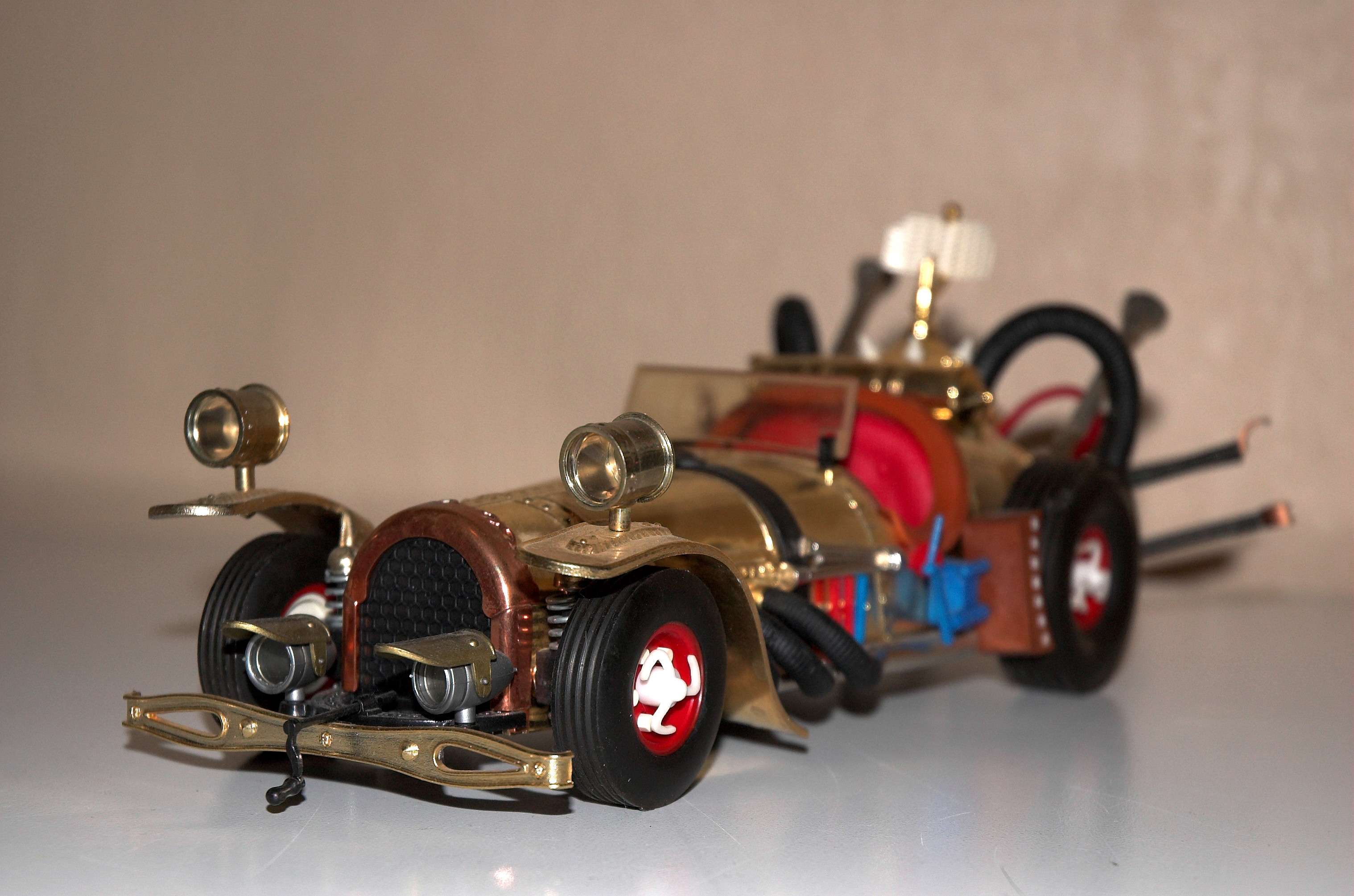
En leksaksmodell av Il Tempo Gigante, huvudpersonen Reodor Fälgens racerbil i norska dockfilmen Flåklypa Grand Prix från 1975.

Il Tempo Gigante är en racerbil som är känd från den norska dockfilmen Flåklypa Grand Prix från 1975.
Bilen ritades av författaren och illustratören Kjell Aukrust. Men i filmen designades den av cykelreparatören och uppfinnaren Reodor Fälgen, och körs av honom i loppet Flåklypa Grand Prix. Bilen har massor av tillbehör och olika hembyggda funktioner. Till exempel har den två hastighetsmätare. En som slutar på 250 km/tim. Den andra tar över och fortsätter till 400. I filmen blir bilen saboterad av den främste konkurrenten Rudolf Blodstrupmoen och hans synske medhjälpare Mysil Bergsprekken. Ändå kan den lilla pessimistiska igelkotten Ludvig upptäcka felet - en itusågad elektrisk fördelare - och hålla bilen hel till dess tävlingen är klar.

## Fullskalig modell

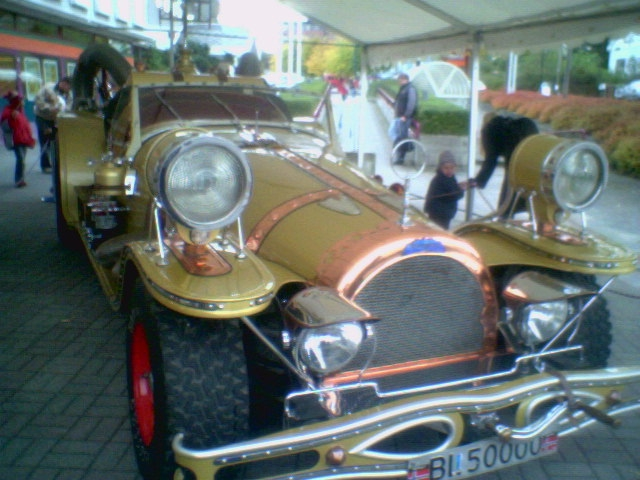
I samband med dockfilmen byggdes en körbar version av Il Tempo Gigante i full storlek. Den har sedan visats vid reklamevenemang över hela Norge.

Den "riktiga" Il Tempo Gigante, en körbar modell av bilen i full storlek, byggdes strax efter att filmens slutförts. Den är konstruerad av Ivo Caprino och byggdes av den italienska karosserimakaren Ermanno Martinuzzi i samarbete med flera norrmän, bland andra Bjarne Sandemose som gjorde den modellbil som användes i animationsfilmen. Bilen, som är 6,8 meter lång, 2,48 meter bred och väger 3 500 kilo, skickades till Norge i delar och färdigställdes under 12 månader. Den är baserad på ett chassi från en Cadillac, och nästan varje detalj liknar den modell som används i filmen. Motorn, en direktinsprutad 7,6 liters Chevrolet 454 BigBlock V8:a på 540 hästkrafter, är en gåva från Formel 1-mästaren Niki Lauda. Det sitter även en fullt fungerade gasturbinmotor där bak, som dock inte används. Il Tempo Gigante är registrerad i Norge med registreringsskylt "BL 50000" och är typbesiktigad, men ej EU-godkänd på grund av för hög avgasnivå. Den körs därför sällan och när det sker görs det på en bana eller på inhägnat område. 
Första provturen ägde rum på Fornebu år 1976. Toppfart uppmättes till 180 km/h. Bilen finns idag i Hunderfossen familiepark i Fåberg strax norr om Lillehammer.